# HD 188015 b
HD 188015 b é um planeta extrassolar que orbita a estrela HD 188015. Como a maioria dos planetas extrassolares, ele foi descoberto usando o método da velocidade radial. A massa mínima do planeta é de cerca de um quarto a mais do que a massa de Júpiter. Ele orbita HD 188015 em uma órbita um pouco excêntrica, em uma distância média de aproximadamente 20% a mais da distância da Terra ao Sol.